# Olszyna (Neder-Silezië)
Olszyna (Duits: Mittel Langenöls) is een stad in het Poolse woiwodschap Neder-Silezië, gelegen in de powiat Lubański. De oppervlakte bedraagt 20,26 km², het inwonertal 4713 (2005).